# Bajorek

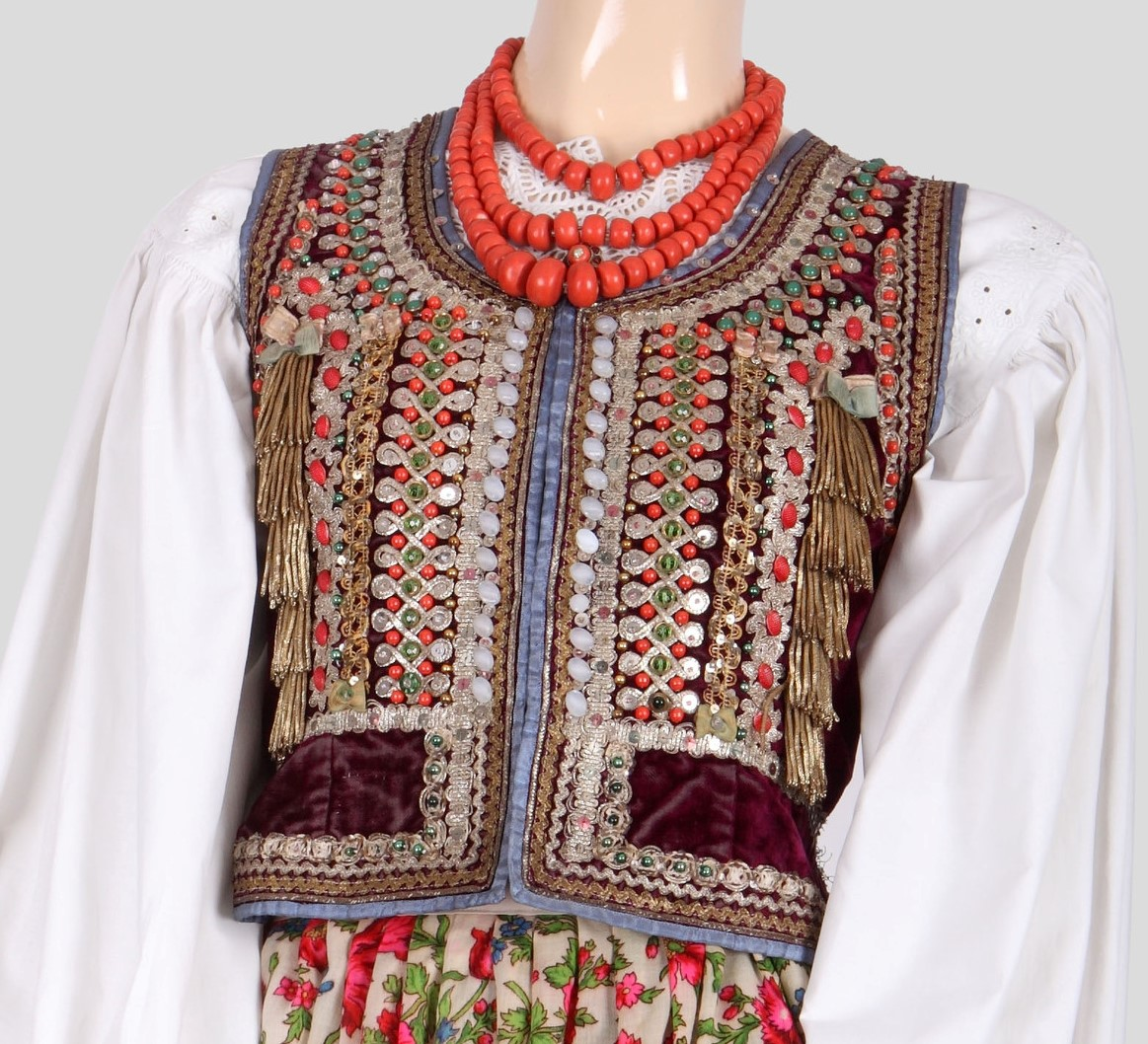
Chwasty wykonane ze złotego bajorka na gorsecie stroju krakowskiego. Muzeum Etnograficzne im. Seweryna Udzieli w Krakowie

Bajorek (wł. bagliore – blask oślepiający) – złota, srebrna nić lub drucik do haftu ozdobnego, zwykle skręcona w spiralę.
W Polsce bajorka używa się m.in. do haftowania sztandarów i oznak stopni wojskowych, a także do oznaczania klasy orderu i stopnia odznaczenia na ich baretkach.
Dawniej stosowany był do ozdoby męskich kapeluszy i wieńców weselnych dziewcząt.

Bajorek był także wykorzystywany do zdobienia strojów regionalnych, między innymi gorsetu kobiecego do stroju krakowskiego bronowickiego. Wzdłuż zapięcia, za szerokimi pasami dekoracyjnymi, występują charakterystyczne dla tego typu gorsetów szlaki chwastów. Chwasty wykonane są ze złotego bajorka. Taśma podobnego bajorka naszyta jest w tyle gorsetu powyżej fałdów.